# أنكاني إكس مين
أنكاني إكس مين (بالإنجليزية: Uncanny X-Men)‏ هي سلسلة كتب قصص مصورة أمريكية تم نشرها بواسطة مارفل كومكس منذ سنة 1963. وهي أطول سلسلة ضمن سلاسل إكس مين. القصة عن فريق أبطال خارقين يسمى إكس مين وهم مجموعة من المتحولين لديهم قدرات خارقة، يعلمهم ويقودهم بروفيسور إكس. تم صنع هذا العنوان من قبل كل من ستان لي وجاك كيربي.